# Swornegacie

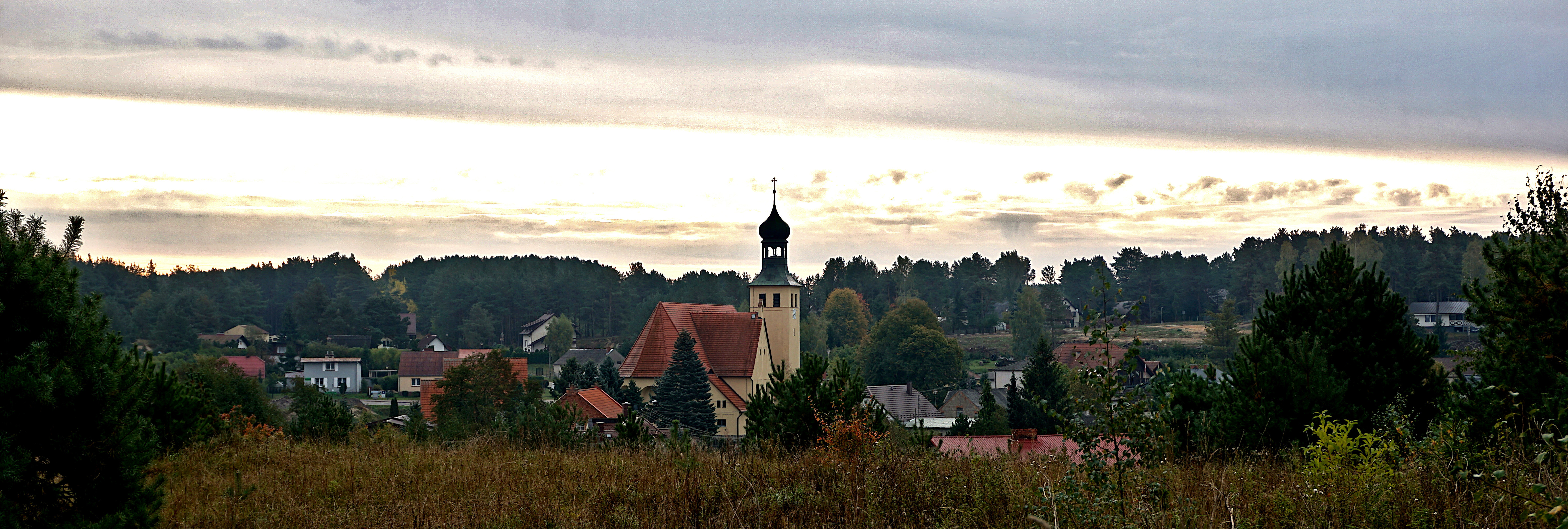
Swornegacie wraz z kościołem św. Barbary

Swornegacie  (kaszub. Swòrnégace lub też Swòrnigace, Szwôrnygace, Szwôrnëgace, niem. Schwornigatz; do lat 1970. Swornigacie) – wieś położona w województwie pomorskim, w powiecie chojnickim, w gminie Chojnice, w krainie historycznej Kaszuby. 
Po raz pierwszy wzmiankowana w okresie rządów księcia pomorskiego Mściwoja II w dokumencie papieża Grzegorza X z 1272 roku. Początkowa historia związana jest z eremem augustianów istniejącym do czasów zakupu wsi przez zakon krzyżacki na początku XIV wieku. W 1466 roku na skutek II pokoju toruńskiego wieś weszła w skład Królestwa Polskiego.

## Położenie
Sołectwo Swornegacie składa się z następujących miejscowości: Swornegacie, Chociński Młyn, Drzewicz, Kamionka, Kokoszka, Małe Swornegacie, Owink, Płęsno, Sepiot, Śluza, Wączos, Zbrzyca, Małe Zanie i Wielkie Zanie. Połączenie z centrum Chojnic umożliwiają autobusy komunikacji miejskiej (linia nr 1).
Swornegacie są położone na terenie Zaborskiego Parku Krajobrazowego, nad rzeką Brdą i Jeziorem Karsińskim, sąsiadują z Parkiem Narodowym Bory Tucholskie.
Przez wieś przebiega droga wojewódzka nr 236 łącząca Konarzyny z Brusami.

## Nazwa
Nazwa obecna ustaliła się w XIX w. Pochodzi od dwóch kaszubskich słów: swora, czyli warkocz pleciony z korzeni sosnowych, wykorzystywany do umacniania, czyli gacenia, brzegów (gacy) jezior i rzek przez mieszkańców. Następująca lista pokazuje przykładowe odmiany w dokumentach historycznych:

- Sworinagac - 1272
- Sworinagaht - 1275
- Sworinagat - 1275
- Sworinagacz - 1291-1303
- Sworinagatz - 1303
- Sworngatz - 1354, 1382
- Swornegacz - 1382, 1400
- Sworzonagacz - 1469
- Sfornegac - 1653
- Swornogać - 1664
- Swornigać - 1890
- Swornigacie - 1967
- Swornegacie - 1972

## Historia wsi

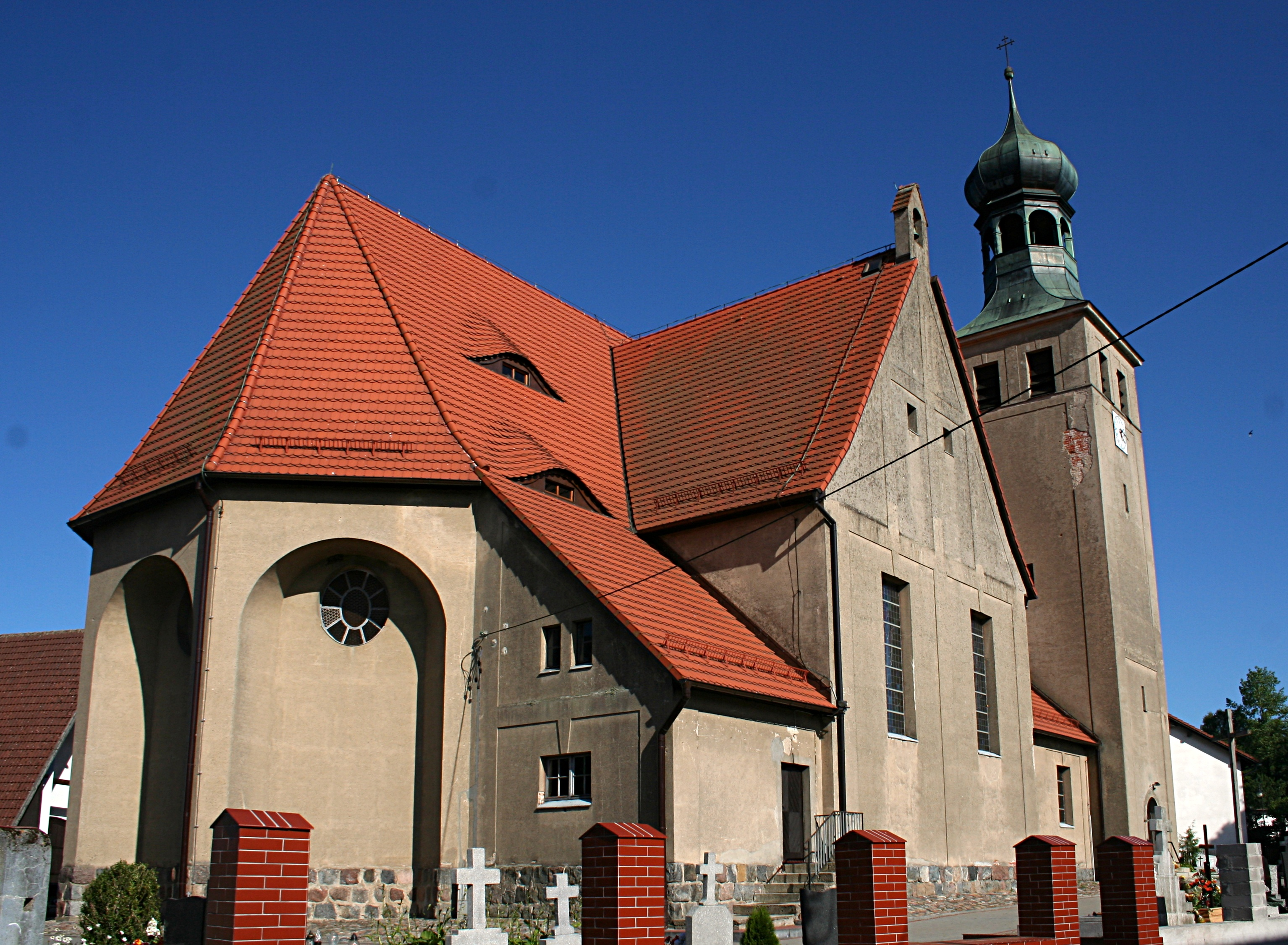
Kościół pw. św. Barbary

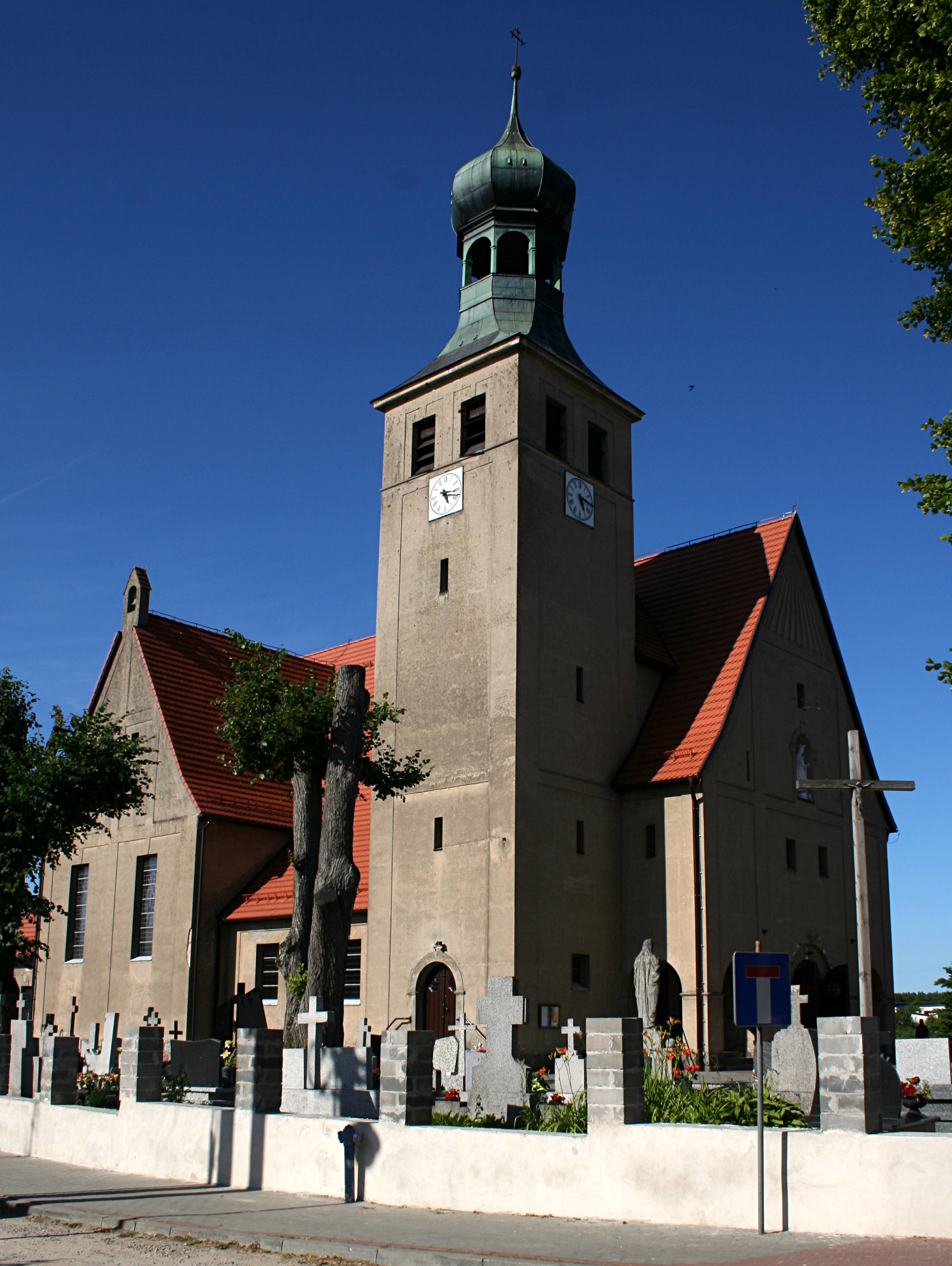
Kościół pw. św. Barbary

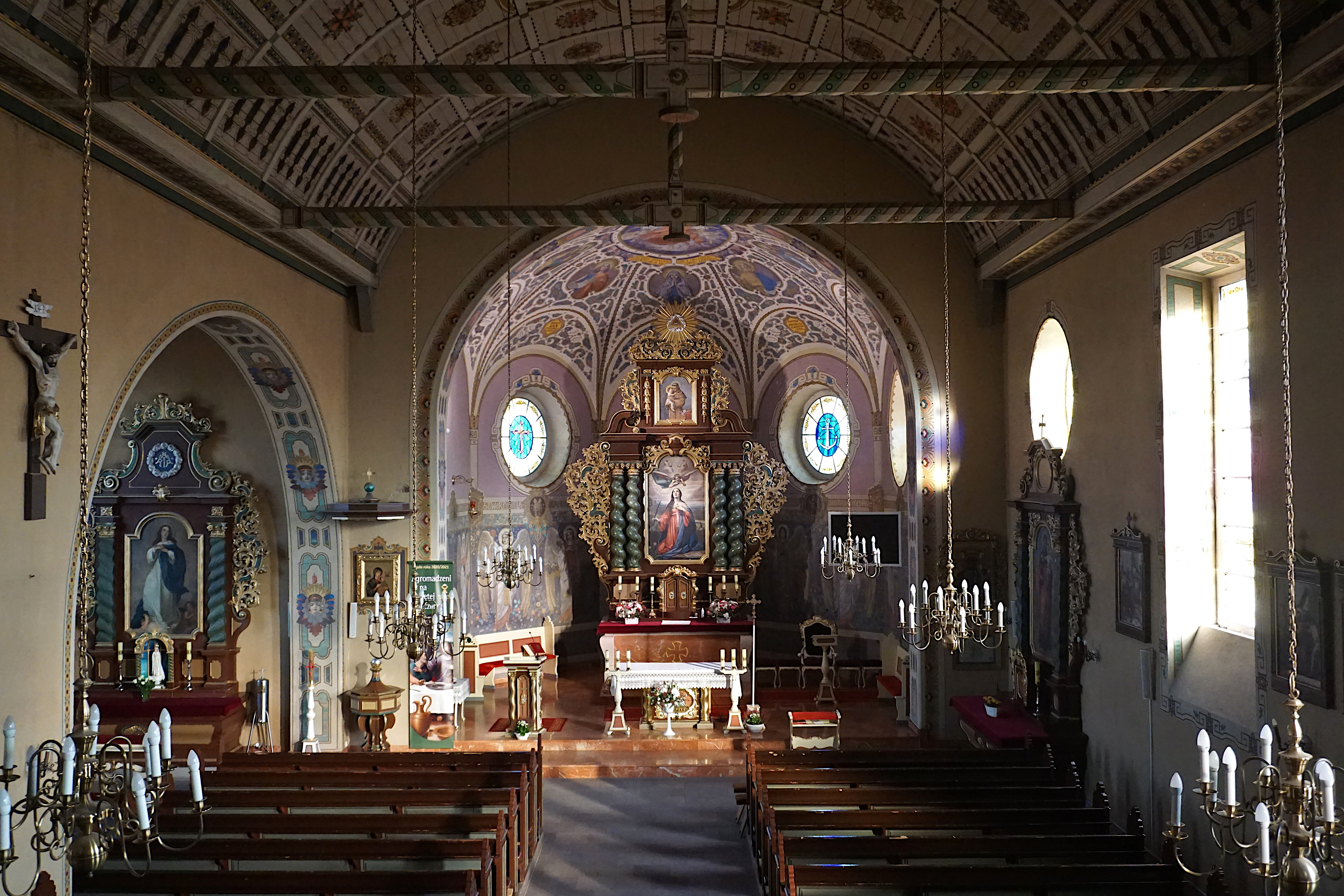
Wnętrze kościoła św. Barbary

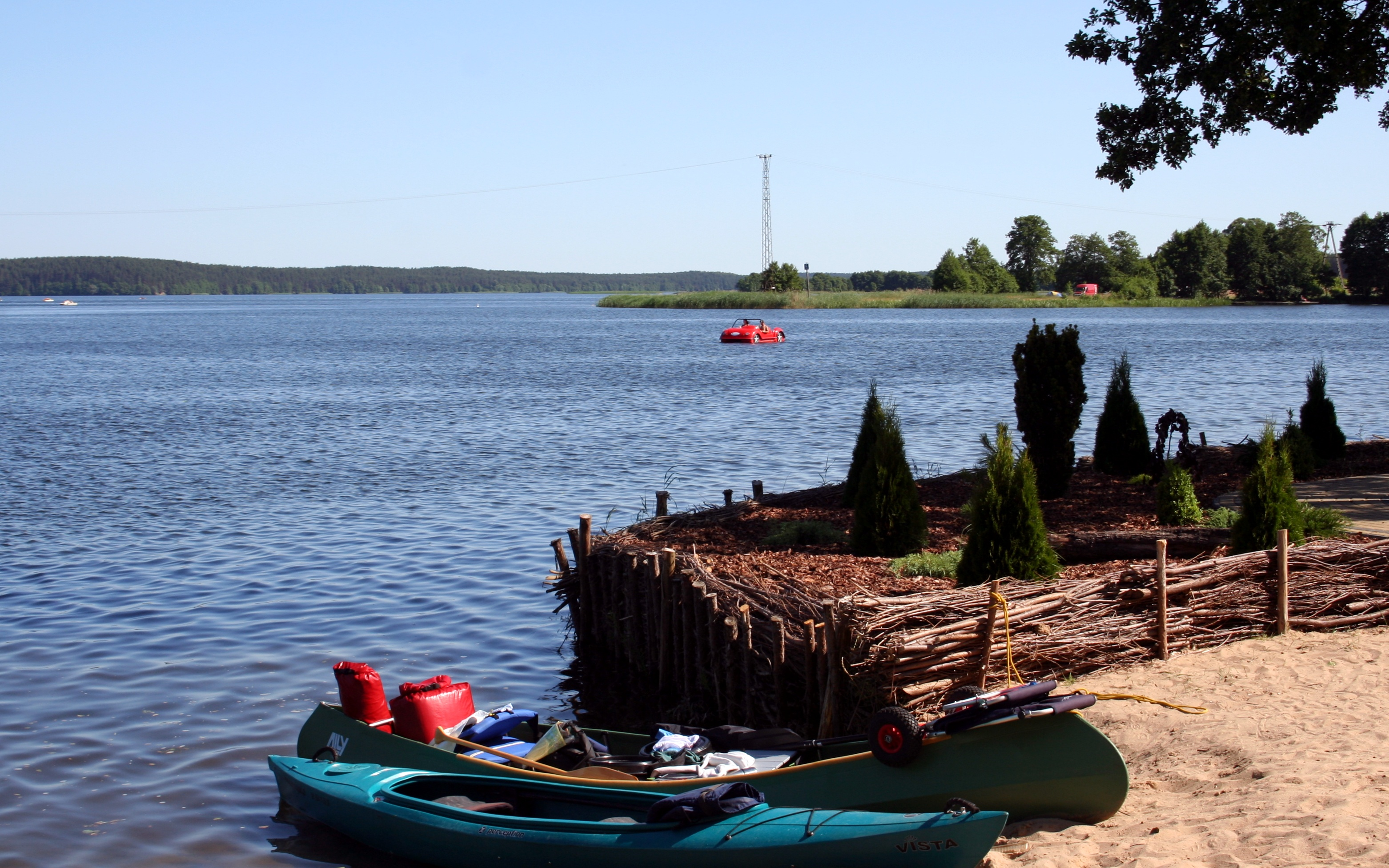
Jezioro Karsińskie – widok od strony Swornegaci

### Rządy książąt gdańskich, Piastów i Przemyślidów
- Prawdopodobnie około 1255 roku za sprawą księcia pomorskiego Mściwoja II (Mestwin II) i jego żony księżnej Judyty w wiosce został ulokowany erem świętego Jan Chrzciciela należący do augustianów. Piaszczysta ziemia nie sprzyjała uprawom, liczne okoliczne jeziora sprzyjały rybołówstwu[9].
- Pierwszą wzmiankę pisemną o wsi podał dokument papieża Grzegorza X z 5 kwietnia 1272, który nakazał biskupowi chełmińskiemu Fryderykowi przeciwdziałanie napadom na klasztor poprzez możliwość stosowania kar kościelnych[a][11].
- W 1275 Mściwoj II wraz żoną Eufrozyną nadał braciom okoliczne osady Nechor (obecnie półwysep Miechorz pomiędzy jeziorem Długim i Karsińskim), Zwierzyniec (identyfikowany z Małymi Swornegaciami) oraz Łowiszową Dąbrowę (obecnie Dąbrówka)[b][13][14][15].
- W 1291 Mściwoj II ofiarował eremitom bór, pastwiska oraz jeziora z prawem połowu ryb: Karsińskie, Długie, Witoczno oraz Zielone[13].
- W 1303 augustianie ze Swornegaci wraz ze wszystkimi swoimi dobrami połączyli się z cystersami z Oliwy za zgodą króla Wacława II[16].

### W składzie państwa krzyżackiego
- W 1308 Swornegacie weszły w skład państwa krzyżackiego po zajęciu przez zakon Pomorza Gdańskiego[17].
- W 1322 we wsi znajdował się dwór krzyżacki i krzyżacy zajmowali się zarządem wsi[c][18].
- W 1330 powstało tu wójtostwo krzyżackie podległe komturowi tucholskiemu[20].
- W 1332 wieś została zorganizowana na prawie chełmińskim[21].
- W 1333 cystersi wymienili z zakonem krzyżackim Swornegacie w zamian za Domatowo oraz Darzlubie[22]. Administracyjnie osada została włączona do komturstwa tucholskiego i zamieniona na folwark[20].
- W 1382 we wsi znajdowały się 2 karczmy. Przywilej z tego roku pozwala przypuszczać, że w osadzie była szkoła parafialna istniejąca prawdopodobnie od XIII wieku[23]. Komtur tucholski Heinrich von Bullendorf nadał ziemię folwarczną osadnikom na zasadach prawa chełmińskiego[24].

### Okres Królestwa Polskiego i I Rzeczypospolitej
- W 1466 na mocy II pokoju toruńskiego Pomorze powróciło w granice Królestwa Polskiego. Swornegacie zostały włączone do klucza kosobudzkiego w starostwie tucholskim[25].
- Wieś królewska Swornogać położona była w II połowie XVI wieku w powiecie tucholskim województwa pomorskiego[26].
- Do XVI w. działała szkoła parafialna niższego rzędu, wzmianki o szkole występują także około roku 1652. W XVIII wieku brak informacji o opłacaniu nauczyciela sugeruje, że szkoła mogła nie działać[27].
- W XVI-XVII wieku liczba mieszkańców to około 160 osób[28].
- Pomiędzy 1583 a 1652, kościół przestał być kościołem parafialnym i został filią parafii w Konarzynach[29].
- Wizytacja kościelna w 1653 potwierdziła istnienie we wsi drewnianego kościoła z dwoma ołtarzami pod wezwaniem św. Jana Chrzciciela i św. Bartłomieja. Wszyscy mieszkańcy byli katolikami[30].
- Przed potopem szwedzkim działało we wsi 5 karczm, w roku 1664 odnotowano działanie dwóch[31].
- Pod koniec XVII wieku pożar spalił kościół. Około 1700 wzniesiono nowy drewniany kościół, którego budowę ukończono ostatecznie w 1812. Przetrwał on do czasów dzisiejszych i w 1981 w został rozebrany, a następnie przeniesiony do skansenu sztuki ludowej we Wdzydzach, gdzie został konsekrowany w 1987[32].
- Pod koniec XVIII wieku do parafii należało 200 osób[33].

### Do czasów współczesnych
- W 1900 powołano lokalny wikariat, w 1909 zatwierdzono akt reaktywujący samodzielną parafię w Swornegaciach[34].
- W latach 1913–1916 został zbudowany obecny kościół murowany pod wezwaniem św. Barbary. W obrębie parafii mieszkało 1291 osób[35].
- Po zakończeniu I wojny światowej nastał okres sporów związanych z ustaleniem granic, w jednej z wersji pogłosek Swornegacie mogły pozostać w ramach państwa niemieckiego. 17 stycznia 1919 roku do wsi wkroczył niemiecki oddział Grenzschutzu, nie doszło do większych walk i oddział odszedł. We wsi utworzona została 30-osobowa polska Straż Ludowa. Ostatecznie na mocy ustaleń z 1920 roku Swornegacie pozostały w granicach państwa polskiego[36].
- W czasie między I wojną światową a II wojną światową Swornegacie miały przeważnie drewniane chaty kryte strzechą. Rozwinęła się sieć handlowa i usługowa, budowa dróg polepszyła komunikację z Chojnicami[37].
- W 1930 dzieci rozpoczęły naukę w nowej murowanej szkole, która funkcjonuje do dziś[38].
- 1 września 1939 oddział batalionu ON „Czersk” wraz z oddziałem Straży Granicznej Komisariatu Konarzyny bronił się na wcześniej przygotowanej linii okopów wzdłuż rzeki Brdy ciągnących się od Psiej Góry przy centrum wsi aż do jeziora Witoczno. Natarcie prowadził niemiecki II batalion "Schleyer" 32 pułku straży granicznej, pułkiem dowodził podpułkownik baron Karol von Bothmer(inne języki). Około godziny 6 rano obrońcy wysadzili betonowy most w środku wsi[d]. O godzinie 9 Niemcy uderzyli od strony osady Zanie, oddzielne uderzenie wykonano od strony drogi prowadzącej do Konarzyn. Po wyczerpaniu amunicji obrońcy wycofali się w kierunku Brus i Czerska. W niemieckiej relacji z walk (prawdopodobnie autorstwa Bothmera) znajduje się informacja o "braku znacznych strat w 2 batalionie"[e][40][42].

- 7 osób, w tym proboszcz Władysław Brzóskowski, wójt i działacz społeczny Brunon Gliszczyński, komendant Straży Pożarnej Piotr Kontek zostało rozstrzelanych w 1939 w Dolinie Śmierci pod Chojnicami[43] Utworzony okręg Gdańsk-Prusy Zachodnie wraz z Swornegaciami zostały anektowane do III Rzeszy, wieś została włączona w skład gminy Grosskornlage (Konarzyny)[44].
- W okolicy Swornegaci działał i ukrywał się oddział partyzancki Gryfa Pomorskiego, Władysława Jakusza Gostomskiego (12 osób). W wyniku niemieckich obław zginęło kilku członków tej grupy, w tym Jakusz, powiązane z nimi osoby wysłano do obozów[45][46][47]. Wielu innych mieszkańców Swornegaci straciło życie, wśród nich osoby wcielone do Wehrmachtu, które zmarły na froncie lub w obozach radzieckich, a także cywile zabici po wkroczeniu Armii Czerwonej, część z osób upamiętnia tablica umieszczona na ścianie kościoła parafialnego[45][48].
- W sierpniu 1943 wieś znalazła się w obrębie nowo budowanego poligonu SS Prusy Zachodnie(inne języki). Z tego powodu wysiedlono mieszkańców wsi pozostawiając na miejscu rybaków, obsługę poligonu oraz ludność niemiecką. Część osób trafiła do obozów przesiedleńczych (jak obóz w Potulicach), a następnie w głąb Rzeszy, część osób wysiedlono do innych wsi powiatu chojnickiego[49][50].
- Wieś została zdobyta w trakcie operacji pomorskiej około 27 lutego 1945 przez 96 Korpus Armijny 70 Armii ZSRR, będąc w pasie działania 38 Gwardyjskiej Dywizji Strzeleckiej która ścierała się z 32 Dywizją Piechoty Wehrmachtu. 27 lutego wojska niemieckie wykonały kontratak z rejonu Wielkich Zani który został odparty. 28 lutego we wsi znajdowało się stanowisko dowodzenia 96 Korpusu[51].
- W czerwcu 1962 w wyniku pożaru spłonęły 22 domy mieszkalne i inne budynki gospodarcze. Od tego czasu większość nowo budowanych mieszkań była murowana. W tym samym roku miejscowość została zelektryfikowana[52][53].
- W 1963 oddano do użytku nowy, zbudowany w czynie społecznym, Gromadzki Dom Kultury[52].
- W 1966 oddano do użytku internat przyszkolny. Z powodu wzrostu liczby użytkowników został on zastąpiony kolejnym wybudowanym w 1988[54].
- W latach 1975–1998 miejscowość administracyjnie należała do województwa bydgoskiego[potrzebny przypis].

## Zabytki i inne obiekty

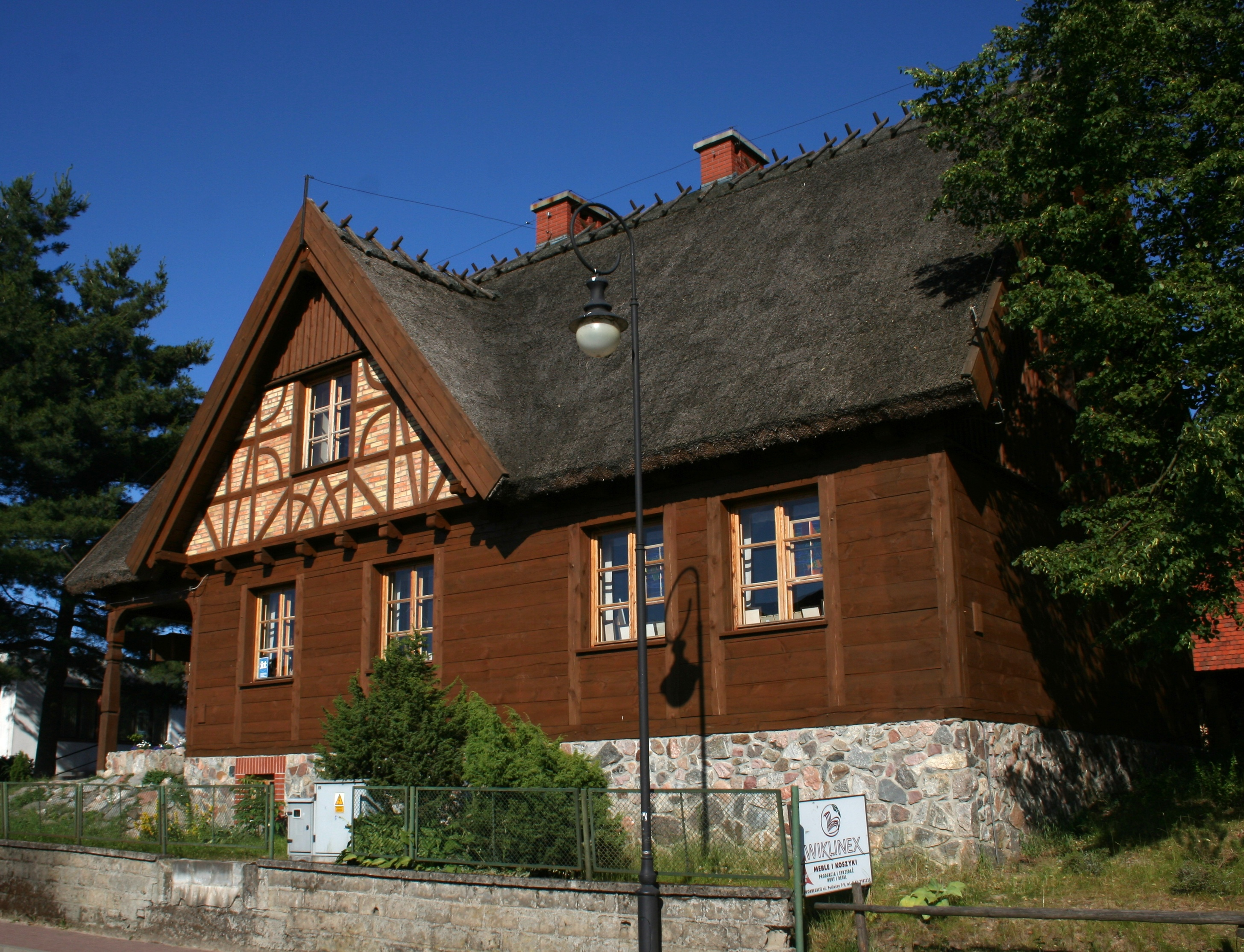
Kaszubski Dom Rękodzieła Ludowego

Według rejestru zabytków NID na listę zabytków wpisany jest neobarokowo-modernistyczny kościół parafialny pw. św. Barbary, 1912-16, nr rej.: A/513/1 z 9.11.1998. Twórcami polichromii byli bracia ówczesnego proboszcza w tym Władysław Drapiewski.
Ze Swornegaci pochodzi drewniany kościół z 1742 r., przeniesiony do Kaszubskiego Parku Etnograficznego we Wdzydzach i konsekrowany tam w 1987.
Pod koniec 2004 roku powstał Kaszubski Dom Rękodzieła Ludowego, w którym eksponowane są pamiątki i dobra kulturowe kaszubskiej wsi. Można tam obejrzeć narzędzia i sprzęty używane dawniej w gospodarstwie domowym i przy uprawie roli oraz eksponaty sztuki ludowej.

## Osoby związane z miejscowością
- Bolesław Drewek (ur. 1903) brązowy olimpyjczyk w wioślarstwie (czwórka ze sternikiem) w roku 1928 w Amsterdamie.
- Johann Ollik(inne języki) (ur. 1905) członek ruchu oporu przeciwko III Rzeszy.
- Joachim Joachimczyk (ur. 1914) polski fotoreporter, żołnierz Armii Krajowej, uczestnik powstania warszawskiego.
- Na przełomie XX i XXI wieku mieszkała tu i tworzyła malarka Alicja Stoksik.
- Zygmunt Meyer, urodzony w tej miejscowości, polski naukowiec, profesor, polityk, w latach 2002–2006 marszałek województwa zachodniopomorskiego
- Jan Stoltmann - werbista i Sługa Boży, zmarł 23 stycznia 1940 w obozie KL Dachau[56]

## Archeologia
W 1969 Stefan Karol Kozłowski kierował wykopaliskami na 6 stanowiskach w Swornegaciach. Wyniki jego prac doprowadziły do wyodrębnienia grupy chojnickiej kultury chojnicko-pieńkowskiej. Najstarsze osadnictwo ludzkie z regionu pochodzi z środkowej epoki kamienia (IX  tys. p.n.e). Najstarsze stanowisko mezolityczne w Swornegaciach powiązane jest z kulturą komornicką i pochodzi sprzed atlantyckiego okresu klimatycznego (około 6000 lat p.n.e). W 1977 Zbigniew Bagniewski odkrył kolejne 20 stanowisk mezolitycznych w strefie brzegowej rzeki Brdy i Chociny oraz jeziora Karsińskiego i Witoczno.
W miejscowości odnaleziono również ceramikę z epoki brązu.